# St. Nikolaus (Kottensdorf)

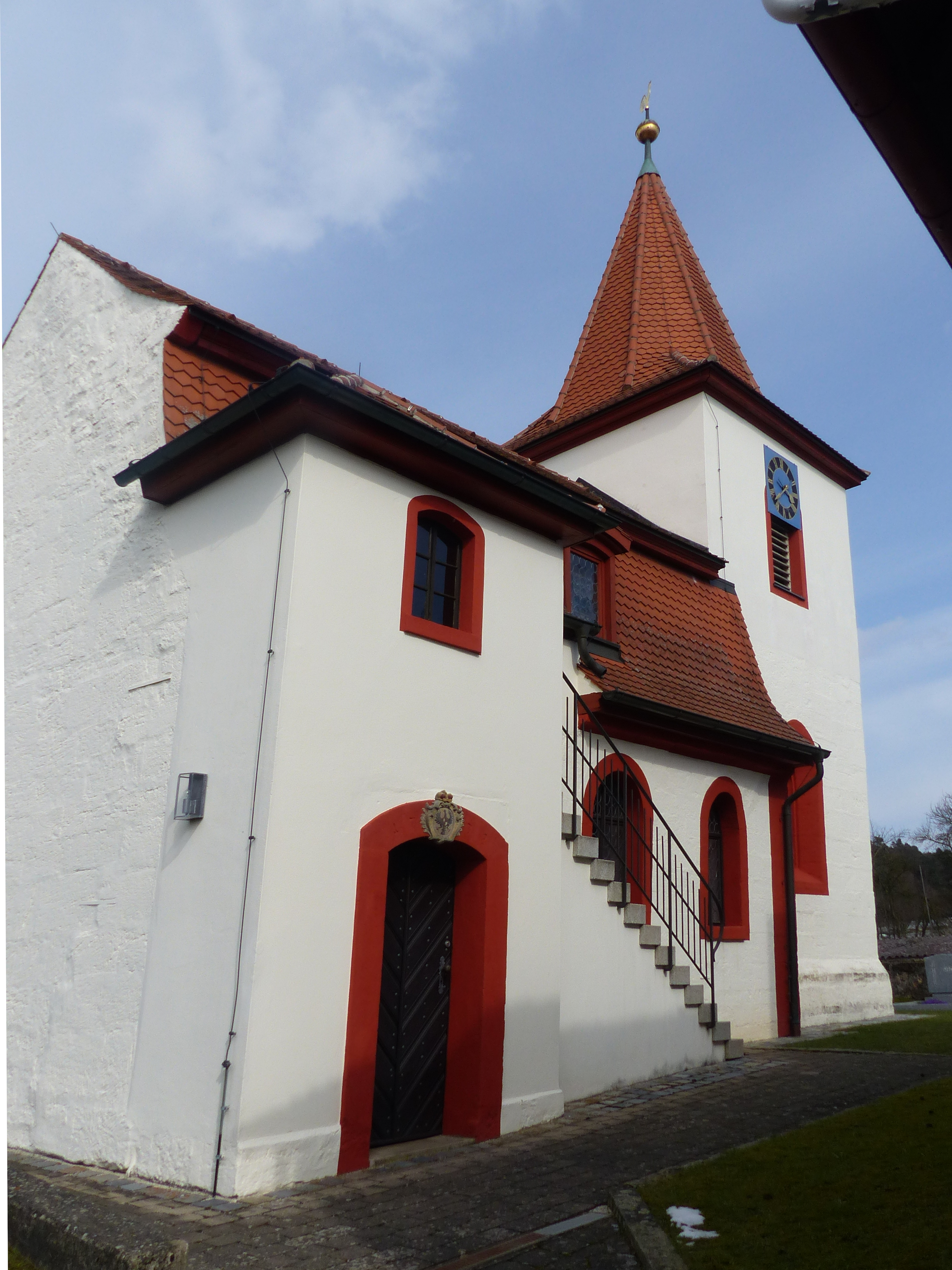
Kirche in Kottensdorf

Die Kirche St. Nikolaus ist eine evangelisch-lutherische Filialkirche in Kottensdorf, einem Gemeindeteil der Gemeinde Rohr im Landkreis Roth (Mittelfranken, Bayern).

## Geschichte
Der Ort wurde 1313 als „Cottensdorf“ erstmals urkundlich erwähnt. Die oft auch als Wehrkirche bezeichnete Kirche in Kottensdorf wurde um 1400 erbaut und ist seit der Reformation evangelisch-lutherisch. Seit dem frühen 19. Jahrhundert ist Kottensdorf nach St. Bartholomäus (Gustenfelden) gepfarrt.
Die Außenfassade zeigt das Wappen der Markgrafen von Brandenburg und die Jahreszahl 1738, dem Jahr der Langhausverlängerung. Am Altar, der 1521 gefertigt wurde, befindet sich eine Darstellung der Geburt Christi von Johannes Heidelberger aus Nürnberg. Der gleichen Zeit entstammt eine Holzfigur von St. Nikolaus und eine Selbdrittgruppe.

## Baubeschreibung
Die Wehrkirche St. Nikolaus ist ein Baudenkmal, das in der Liste der Baudenkmäler in Rohr (Mittelfranken) aufgeführt ist:
Evangelisch-lutherische Kirche: Mittelalterliche Chorturmanlage, verputzter Sandsteinquaderbau mit Mansarddach und Chorturm mit Spitzhelm, Langhaus mit Holztonnendecke und eingezogener Chor mit Kreuzrippengewölbe, um 1400, Turm bezeichnet mit „1494“, Langhausverlängerung 1738; mit Ausstattung.